# Do Pješivački
Do Pješivački (en serbe cyrillique : До Пјешивачки) est un village du centre du Monténégro, dans la municipalité de Danilovgrad.

## Démographie

### Évolution historique de la population
| 1948 | 1953 | 1961 | 1971 | 1981 | 1991 | 2003 |
| ---- | ---- | ---- | ---- | ---- | ---- | ---- |
| 208  | 223  | 190  | 179  | 80   | 49   | 33   |